# Antonio Baldini (Schriftsteller)

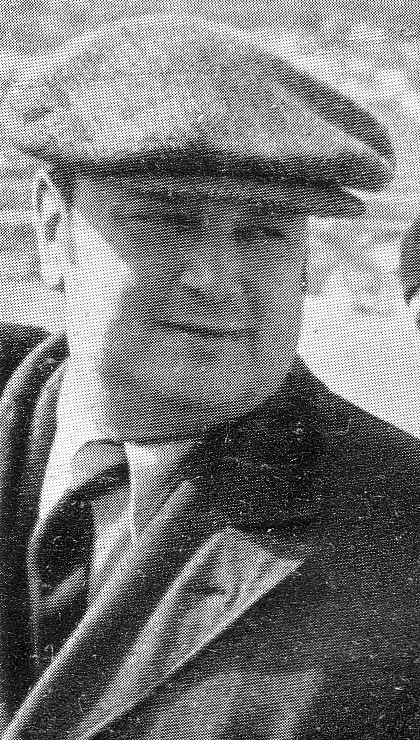
Schriftsteller Antonio Baldini (1889–1962)

Antonio Baldini (* 10. Oktober 1889 in Rom; † 6. November 1962 ebenda) war ein italienischer Schriftsteller.

## Leben
Antonio Baldini war der Sohn von Conte Gabriele Baldini und Sofia Alkaique. Er studierte an der Universität La Sapienza in Rom und schloss seine Studien 1916 ab.
1919 war Baldini Mitbegründer der Zeitschrift La Ronda und seit 1931 Herausgeber der Zeitschrift La Nuova Antologia.
Er nahm 1941 an dem von der nationalsozialistischen deutschen Kulturpropaganda organisierten „Europäischen Dichtertreffen“ in Weimar teil.
Baldini ist der Vater des italienischen Literaturwissenschaftlers Gabriele Baldini. In den Jahren 1950 und 1959 war er Präsident der jeweiligen Quadriennale di Roma.

## Werk
Baldini schrieb impressionistische Reiseskizzen, autobiographische Stücke, Kurzgeschichten, Charakterbilder und Essays. 1957 erhielt er den Antonio-Feltrinelli-Preis für sein literarisches Werk.

## Werke (Auswahl)
- Nostro purgatorio (1918; Kriegserinnerungen)
- Michelaccio (1924; autobiographische Erzählung)
- La dolce calamita (1929; 1940 unter dem Titel Beato fra le donne; Essays)